# 作家 小日向鋭介の推理日記
『作家 小日向鋭介の推理日記』（さっか こひなたえいすけのすいりにっき）は、1997年から1999年までテレビ朝日系「土曜ワイド劇場」で放送されたテレビドラマシリーズ。全3回。主演は里見浩太朗。

## 登場人物

### 小日向家
小日向鋭介
演 - 里見浩太朗
時代小説家。本来はミステリー作家志望で料理が得意。
小日向ひかる
演 - 秋本祐希
経歴：洛陽出版（第1作）
→ 黎明出版文芸編集部（第2作）
→ 洛陽出版（第3作）
鋭介の一人娘。編集部員。
小日向真知子
演 - 沢田亜矢子
鋭介の妻。

### その他
早川耕平
演 - 中野英雄
城西警察署の刑事。ひかるが暴漢に襲われたところを救い信頼を寄せられている。
町田純子
演 - 上野正希子（第1作・第2作）
経歴：洛陽出版（第1作）
→ 黎明出版文芸編集部（第2作）
編集部員。ひかるの同僚。
桂木武久
演 - 花上晃（第1作・第2作）
経歴：洛陽出版（第1作）
→ 黎明出版文芸編集部（第2作）
編集長。

### ゲスト
第1作「闇に潜む殺意 標的は妻か！娘か！恐怖のストーカー」（1997年）
- 真野幹夫（大河内の弟子兼運転手） - 大和田獏
- 岸川れい子（大河内の秘書） - 斉藤林子
- 滝沢卓也（洛陽出版 警備員） - 伊藤洋三郎
- 立花（洛陽出版 編集部員） - 山崎大輔
- 水木耕三（青和堂 店主） - 田村元治
- アナウンサー - 長谷部香苗
- 洛陽出版 編集部員 - 永田耕一
- 小柳平助（私立探偵） - 吉江芳成
- 若い女 - 真田美伽
- 医師 - 本田清澄
- マンション管理人 - 森喜行
- 大河内徹（時代小説家） - 長門裕之
- コンビニ店員 - 浦崎宏
- 日比野（城西警察署 刑事） - 河原さぶ
- 上村依子、山崎広久、小林和久、上泉和三、松下達也、松丸理恵、HIMIKO、新山和哉、金子緑朗

第2作「呪われた文学賞 受賞の報告は殺人予告!? 三人の美人作家が描く母の思い出に連続殺人の秘密が…」（1999年）
- 冬木しのぶ（ミステリー作家） - 結城しのぶ
- 古田雄治（圭子の夫） - 加藤久仁彦
- 南原（刑事） - 岩本恭生
- 古田圭子（ミステリー新人賞受賞者・小日向家の近所） - 長田江身子
- 佐々木（刑事） - 安藤彰則
- 山田（緑の小学校の恩師） - 相馬剛三
- 中央カルチャーセンター 職員 - 長谷部香苗
- 作家のマネージャー - 鈴木美佳
- レポーター - 山本絹代
- 圭子と同じマンションに住む主婦 - 松本じゅん
- しのぶのファンの女性とその夫 - 星野晶子、山崎満
- 倉橋敦子（ミステリー作家） - 鈴木弥生
- 青山緑（新人作家・本名「倉橋緑」） - 遊井亮子
- 雄治の愛人 - 三咲まお
- ディレクター - 加藤大騎
- 選考委員長 - 筒井康隆
- 石黒英作（黎明出版文芸編集部員） - 鈴木ヒロミツ
- 小川喬也、土田芽吹

第3作「私の写真を握りしめて死んだ女…八丈島、哀しい人妻が奏でる殺意の二重奏」（1999年）
- 平瀬かおり（平瀬の妻） - 野村真美
- 高田俊一（カメラマン） - 円谷浩
- 長峰光子（新進ピアニスト・かおりの友人） - 吉田美江
- 佐久間三郎 - 坂田雅彦
- 波島（八丈警察署 警部補） - 螢雪次朗
- 浦部（刑事） - 高橋浩二朗
- 沖田良江 - 長谷部香苗
- 葉山律子（明美と親しくしていたルポライター） - 棟里佳
- 井口明美（ルポライター） - 立石ゆう
- 柳田（画家） - 藤田啓而
- 八木沼の客 - 伊藤正博
- 平瀬順三（車椅子生活・本名「唐沢英明」） - 仲谷昇
- アナウンサー - 山本絹代
- 八木沼謙吾（画廊オーナー・美術評論家） - 西田健
- 三辺啓一、萩原妙子、杉本美穂、大原邦子

## スタッフ
- 脚本 - 胡桃哲（第1作）、西岡琢也（第2作）、石倉保志（第3作）
- 監督 - 長谷部安春
- 撮影 - 大石裕久
- 照明 - 生形浩司（第1作）、小中健二郎（第2作・第3作）
- 選曲 - 塚田益章（第1作）、合田豊（第2作・第3作）
- 音響効果 - 石井和之（第1作）、橋本正二（第2作・第3作）
- ボディスタント - ナンバーワンプロモーション（第1作）、ジャパンアクションクラブ（第2作・第3作）
- カースタント - チームシャーキー（第1作）、タケシレーシング（第3作）
- 技術協力 - テイクシステムズ（第1作・第3作）、ビデオフォーカス（第2作）
- 撮影協力
  - 第3作 - 八丈町、八丈島観光協会、プリシアリゾート八丈、エアーニッポン、東海汽船、JET STREAM、DHC
- チーフプロデューサー - 高橋浩太郎
- プロデューサー - 高橋政樹（テレビ朝日 / 第2作）、島袋謙一郎（第1作・第3作）、 青島武（G・カンパニー）、元信克則（G・カンパニー）
- 制作 - G・カンパニー、テレビ朝日

## 放送日程
- 第3作は本来1998年にオンエア予定だったが日本シリーズのために放送延期となり、第2作と放送順が逆になってしまった。

| 話数 | 放送日        | サブタイトル                                                                            | 脚本     | 監督       |
| ---- | ------------- | --------------------------------------------------------------------------------------- | -------- | ---------- |
| 1    | 1997年8月23日 | 闇に潜む殺意 標的は妻か！娘か！恐怖のストーカー                                         | 胡桃哲   | 長谷部安春 |
| 2    | 1999年2月13日 | 呪われた文学賞 受賞の報告は殺人予告!? 三人の美人作家が描く母の思い出に連続殺人の秘密が… | 西岡琢也 | 長谷部安春 |
| 3    | 11月27日      | 私の写真を握りしめて死んだ女…八丈島、哀しい人妻が奏でる殺意の二重奏                     | 石倉保志 | 長谷部安春 |